# Gustav Wohlgemuth

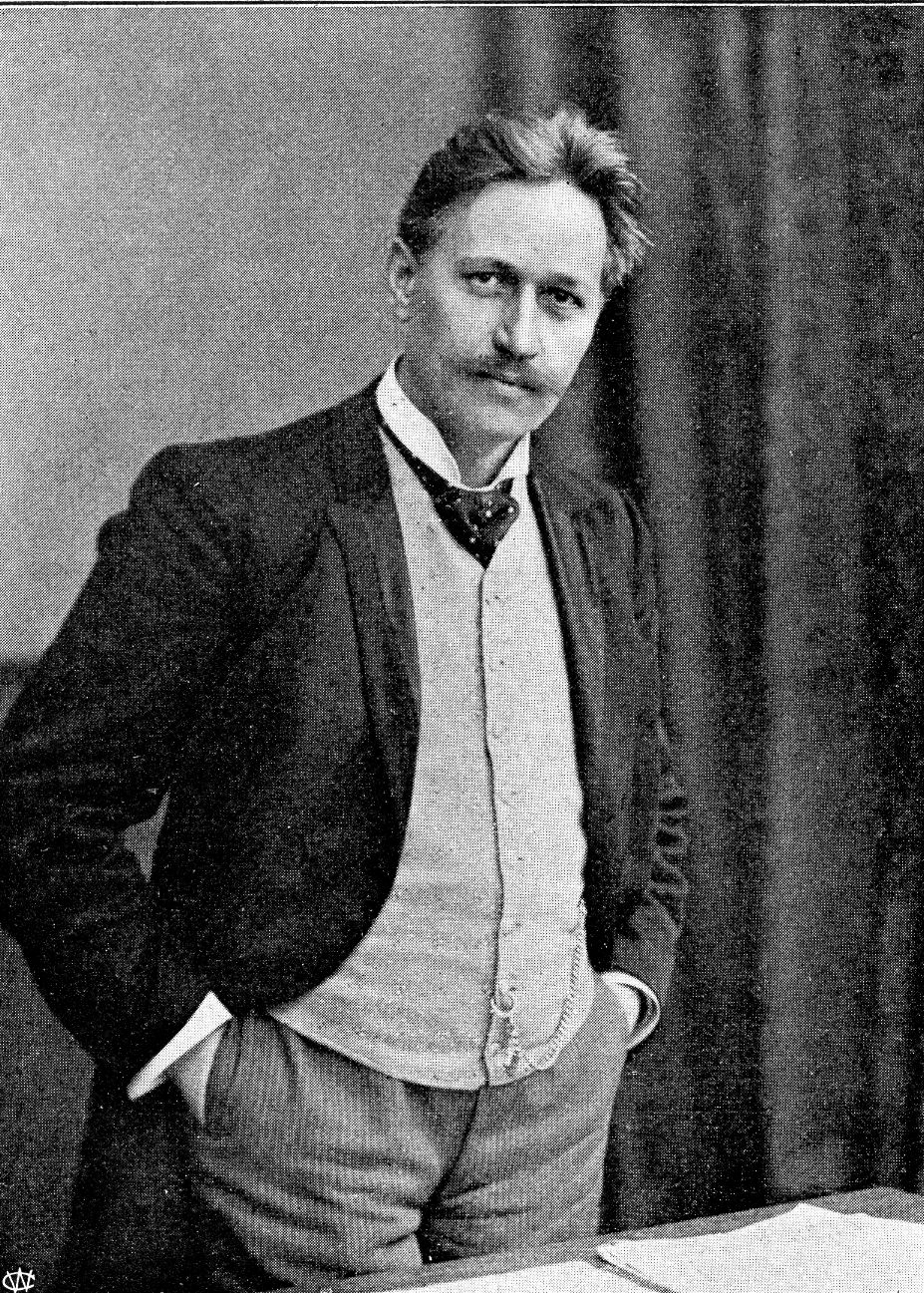
Gustav Wohlgemuth (um 1907)

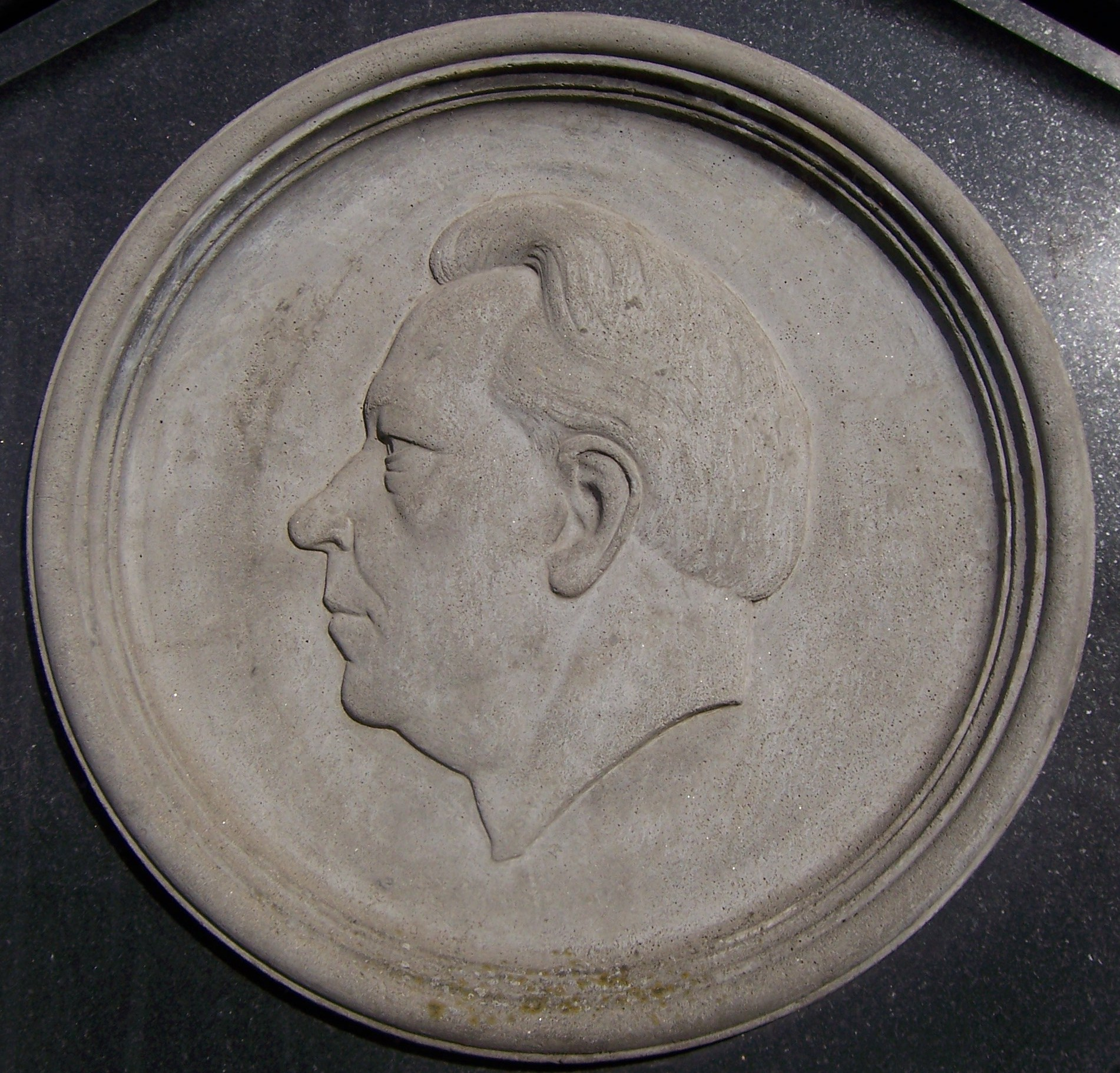
Porträtmedaillon Gustav Wohlgemuth (Grabstein)

Gustav Wohlgemuth (* 2. Dezember 1863 in Leipzig; † 2. März 1937 ebenda) war Chordirigent und Komponist in Leipzig.

## Werdegang
Gustav Wohlgemuth besuchte nach seiner schulischen Ausbildung in Leipzig ab 1878 das Lehrerseminar in Grimma. Anschließend war er zunächst als Volksschullehrer in Leipzig tätig. Während dieser Zeit leitete er zwei Männerchöre: den Liederfels und den Liederhain. Am 14. März 1891 vereinigte Wohlgemuth beide Chöre zum Leipziger Männerchor, den er bis zu seinem Tode leitete und zu überregionaler Bekanntheit führte.
1900 gab er seinen Lehrerberuf auf und studierte für drei Jahre am Leipziger Konservatorium. Im gleichen Jahr übernahm er auch die Leitung der Leipziger Singakademie, einem gemischten Chor, der 1802 durch den damaligen Direktor der Gewandhaus-Konzerte und späteren Thomaskantor Johann Gottfried Schicht gegründet wurde.
Von 1896 bis 1932 nahm Wohlgemuth an den Festen des Deutschen Sängerbundes als Festdirigent der Gesamtchöre teil. Ab 1898 arbeitete er bis zum Jahr 1932 im Führungsgremium des Deutschen Sängerbundes als musikalischer Sachverständiger des geschäftsführenden Ausschusses mit. Im Herbst 1906 übernahm Wohlgemuth für 20 Jahre die Schriftleitung der Zeitschrift Sängerhalle (später Deutsche Sängerbundes-Zeitung). Er war Mitglied des Leipziger Künstler- und Gelehrtenbundes Die Leoniden.
1909 reiste Wohlgemuth in die USA, um in New York bei einem internationalen Chorwettbewerb als Mitglied des Festausschusses und als Preisrichter zu fungieren.
Gustav Wohlgemuth wurde neben seiner früh verstorbenen Ehefrau Helene, geborene Neumeister (1867–1892), auf dem Neuen Johannisfriedhof in Leipzig begraben. Sein Grabstein befindet sich heute im Lapidarium des Alten Johannisfriedhofs.

## Werk
Wohlgemuth zeichnet sich als Komponist und Bearbeiter von mehr als 100 Werken insbesondere für Männerchöre aus, zu den bekannten zählen Wie's daheim war, Schön ist die Jugend und Der Tauber (Horch, wie der Tauber ruft). Zum 100. Geburtstag Bismarcks schrieb er 1915 die Partitur Bismarck Bismarck, steig auf aus dem Grab!

## Ehrungen
Nachdem er bereits zuvor durch die Stadt Leipzig den Titel Musikdirektor erhalten hatte, wurde Gustav Wohlgemuth im Jahr 1918 zum Königlich Sächsischen Professor ernannt. 1910 erhielt Gustav Wohlgemuth das Silberne Verdienstkreuz für Kunst und Wissenschaft, 1924 die Marschnermedaille der Stadt Hannover für seine herausragende Tätigkeit als Dirigent. Zudem war Wohlgemuth Ehrenmitglied in zahlreichen Gesangsvereinen des In- und Auslandes.
1939 wurde eine Straße im Leipziger Stadtteil Leutzsch nach ihm benannt. Der Sächsische Chorverband vergibt seit 2012 unregelmäßig für außergewöhnliche Verdienste um das sächsische Laienchorwesen die Gustav-Wohlgemuth-Plakette.
Richard Strauss komponierte für Wohlgemuth seinen Bardengesang op. 55 für 3 Männerchöre und Orchester mit folgender Widmung: „Dem tatkräftig für die Ziele der Genossenschaft deutscher Tonsetzer wirkenden Vorkämpfer aller künstlerischen Bestrebungen der Männergesangvereine Herrn Gustav Wohlgemuth zugeeignet.“